# Avellaneda
För andra betydelser, se Avellaneda (olika betydelser).
Avellaneda är en hamnstad i provinsen Buenos Aires i östra Argentina. Den är en förort till Buenos Aires och är förenad med staden via ett flertal broar över floden Riachuelo. Staden hette tidigare Barracas al Sur. Den fick sitt nuvarande namn 11 januari 1904 efter statsmannen Nicolás Avellaneda.

## Idrott
I Avallaneda finns två fotbollsklubbar som spelar i Argentinska högstaligan: Independiente och Racing.